# Patrick Laurent (acteur)
Pour les articles homonymes, voir Laurent.
Patrick Laurent est un acteur français.  

## Filmographie

### Cinéma
- 1980 : Inspecteur la Bavure de Claude Zidi : Loulou, ami de Michel
- 1980 : Les Sous-doués : Graffiti, le copain de Gaëtan, qui lui revend tout le temps sa mobylette
- 1980 : Le Bar du téléphone : un matelot
- 1981 : Les Sous-doués en vacances :  Graffiti
- 1981 : Fifty-Fifty : Patrick
- 1983 : Les Compères : un loubard
- 1986 : Et demain viendra le jour : le bagarreur

### Télévision
- 1985 : La Mariée rouge : Riton
- 1989 : Maria Vandamme :  Védrines